# 洼田登
洼田登（日语：／ Kubota Minoru，1930年4月29日—2017年8月20日），日本男子举重运动员。他曾代表日本参加1951年、1954年和1958年亚洲运动会举重比赛，获得一枚银牌和一枚铜牌。他也曾参加1960年夏季奥林匹克运动会。